# كورينث (نيويورك)
كورينث (بالإنجليزية: Corinth, New York)‏ هي بلدة أمريكية تقع في الولايات المتحدة في مقاطعة ساراتوغا، نيويورك. يقدر عدد سكانها بـ 6,200 نسمة .

## أعلام
- ألسويرث جونز